# Tupãssi
Tupãssi est une municipalité brésilienne située dans l'État du Paraná.